# Бенедек Явор
Бенедек Явор (угор. Jávor Benedek; нар. 2 липня 1972, Будапешт) — угорський активіст-еколог, викладач університету й політик, депутат Європейського парламенту з 2014.
У 1997 році він закінчив біологічний факультет Університету Етвеша Лорана в Будапешті. У 2006 році отримав докторський ступінь в тому ж університеті. Викладав екологічне право в Католицькому університеті Петера Пазманя. 2000 року був одним із засновників екологічної організації Védegylet, що просувала сталий розвиток. У 2009 році став одним із засновників і лідерів нової партії «Політика може бути іншою».
У 2010 році отримав місце члена Національних зборів, де працював до 2014 року. У 2012 році став головою парламентської фракції. 2013 року був обраний співголовою нової партії «Діалог для Угорщини».